# Caffè crema

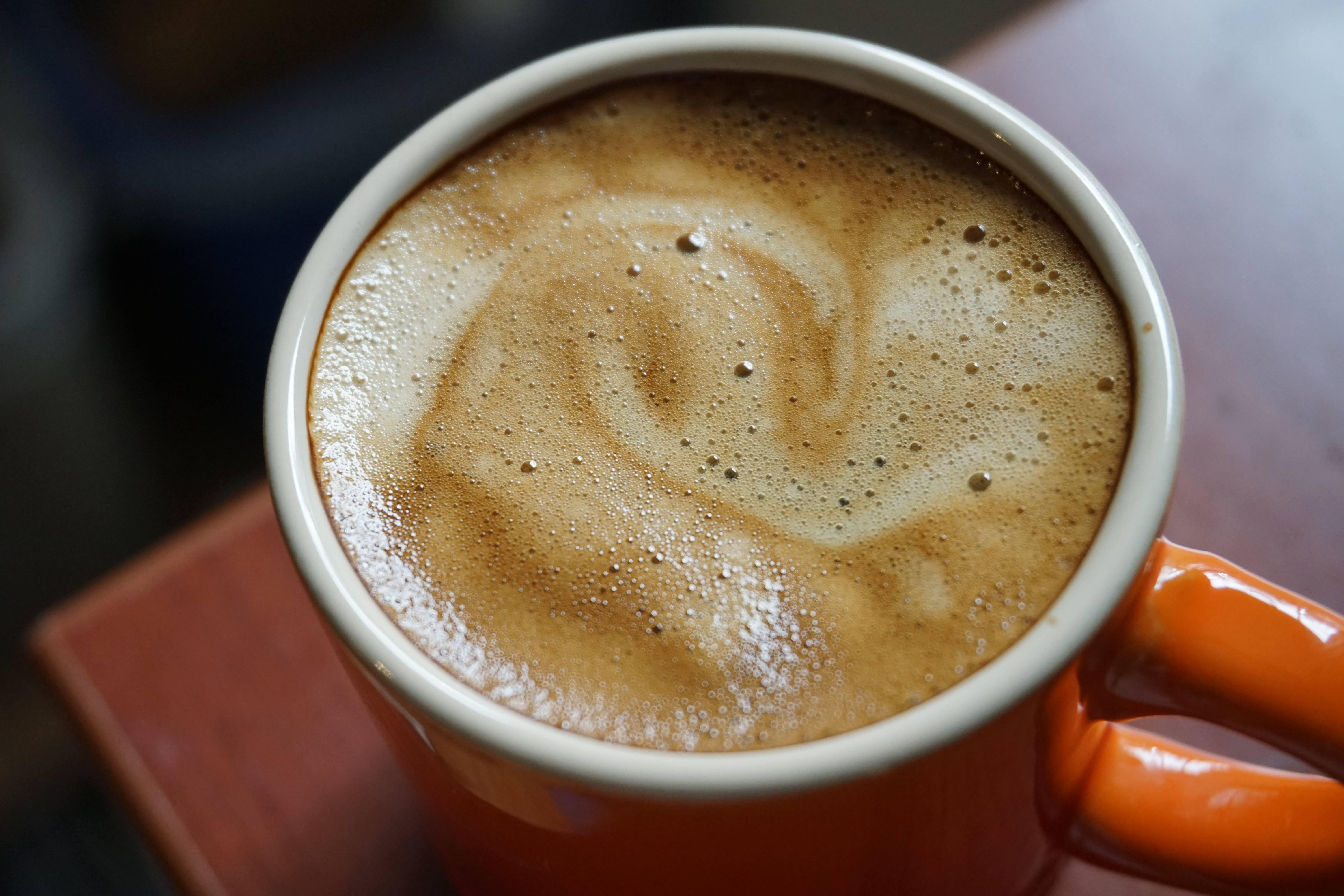
Šálek caffè crema

Caffè crema je italský název pro dva kávové nápoje:
- starý název pro espresso ve 40. a 50. letech 20. století,
- dlouhé espresso podávané ve Švýcarsku, Rakousku a italských Tyrolích v severní Itálii od 80. let.[2]

Dá se tedy považovat za švýcarskou, rakouskou nebo alpskou verzi espressa. „Caffè crema“ byl původní termín pro moderní espresso, tedy kávový nápoj z horké vody protlačované kávovým prachem zavedený v roce 1948 Gaggiou k popisu světle hnědé pěny na espressu. Výraz později vytlačilo právě slovo „espresso“.
Jako barvitější synonymum pro espresso se termín příležitostně užívá v balírnách kávy, např. „Jacobs Caffè Crema“ a „Kenco Café Crema“. Výraz „crema“ nemá sám nic společného s krémem, smetanou resp. šlehačkou nebo s umělým napěněním a odkazuje výhradně na přirozenou pěnu, typickou pro espresso z čerstvě mleté kávy a tím spíše právě pro caffè crema.

## Švýcarský nápoj
Caffè crema znamená dlouhý espresso drink, populární od 80. let v jižním Švýcarsku a severní Itálii. Je také obecně podáváno jako standard „café traditionnel“ v Belgii. Vyrobí se jako espresso ze 120 až 240 ml vody a hruběji umleté zrnkové kávy stejné hmotnosti.
Caffè crema leží na dlouhém konci stupnice ristretto – espresso (normale) – lungo – caffè crema a je podstatně delší než lungo, přibližně dvakrát. Přibližné stupně dávkování této stupnice je 1:2:3:6 s dávkováním vody: 30 ml pro ristretto, normale bývá 60 ml, lungo 90 ml a 180 ml pro caffè crema. Dávky jsou ovšem orientační, např. pro caffè crema od 120 do 240 mililitrů. Kromě hrubší zrnitosti mleté kávy se louží prakticky stejně jako espresso i s ukončením jako běžné espresso při blednutí, zesvětlení výluhu, což trvá přibližně stejně jako u espressa, 25 až 30 sekund. Někteří pěchují prášek méně nebo louhují o 10 sekund déle a hrubší zrna umožňují dávat o trochu méně kávy do filtru apod.
Caffè crema je oblíbené, protože výsledkem je tradiční velký šálek kávy. Malé espresso z Gaggiova stroje z roku 1948 vyžadovalo ruční protlačení a jedno espresso z 30 ml bylo maximum pro extrakci. Vývoj kávovaru s čerpadlem v roce 1961 od firmy Faema odstranil toto omezení, ale chuť i dávka se zachovaly i v nových přístrojích až do 80. let.
Caffè crema není v anglosaském světě běžný nápoj. Kavárny místo něj podávají „americano“ nebo „long black“. Caffè crema se v 80. letech krátce užívalo v Austrálii, ale nahradil ho long black.